# Chrášťany (district de České Budějovice)
Pour les articles homonymes, voir Chrášťany.
Chrášťany  (en allemand : Chraschtian) est une commune du district de České Budějovice, dans la région de Bohême-du-Sud, en République tchèque. Sa population s'élevait à 736 habitants en 2023.

## Géographie
Chrášťany se trouve à 9 km au nord-nord-ouest de Týn nad Vltavou, à 37 km au nord-nord-ouest de České Budějovice et à 87 km au sud de Prague.
La commune est formée de deux sections séparées par Hosty. La section principale de la commune est limitée par Dražíč au nord, par Bechyně à l'est, par Týn nad Vltavou et Hosty au sud, et par Albrechtice nad Vltavou à l'ouest. La seconde section est limitée par Hosty au nord et à l'est, par Všemyslice au sud et par Albrechtice nad Vltavou à l'ouest .

## Histoire
La première mention écrite du village date de 1352.

## Administration
La commune se compose de cinq sections :
- Chrášťany u Týna nad Vltavou
- Doubrava nad Vltavou
- Doubravka u Týna nad Vltavou
- Koloměřice
- Pašovice

## Galerie

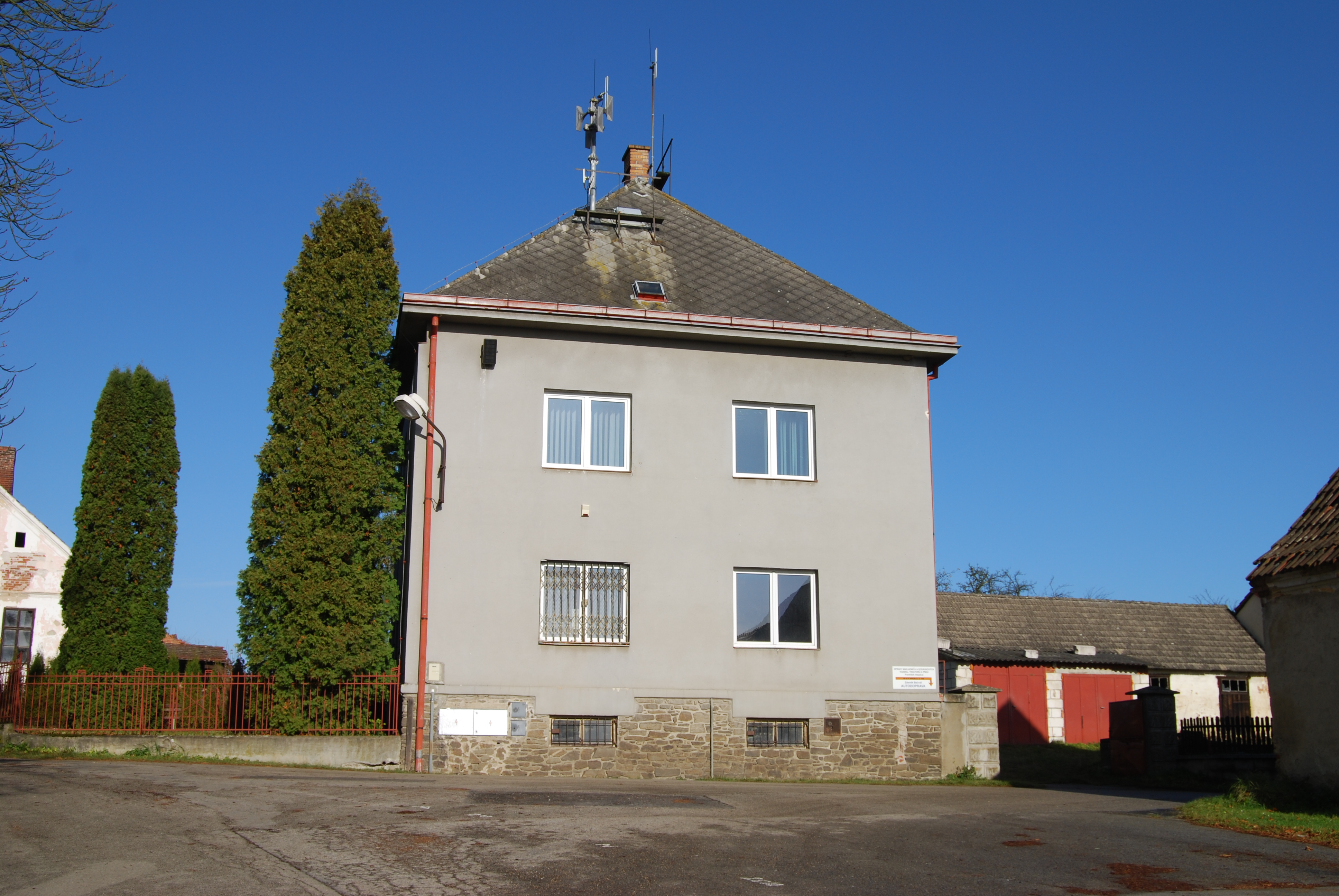
Chrášťany : la mairie.
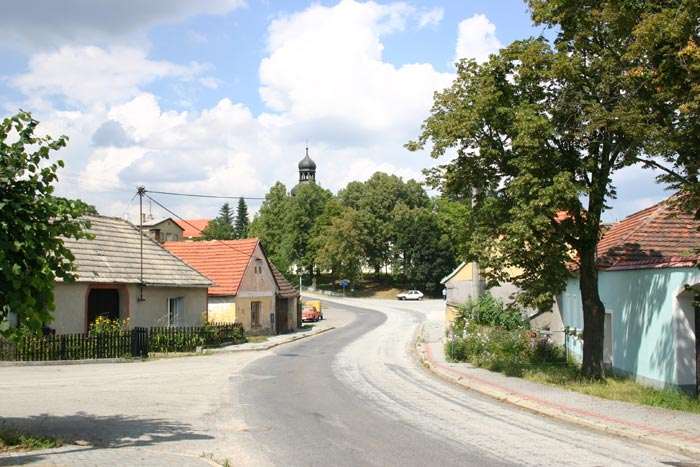
Rue de Chrášťany.

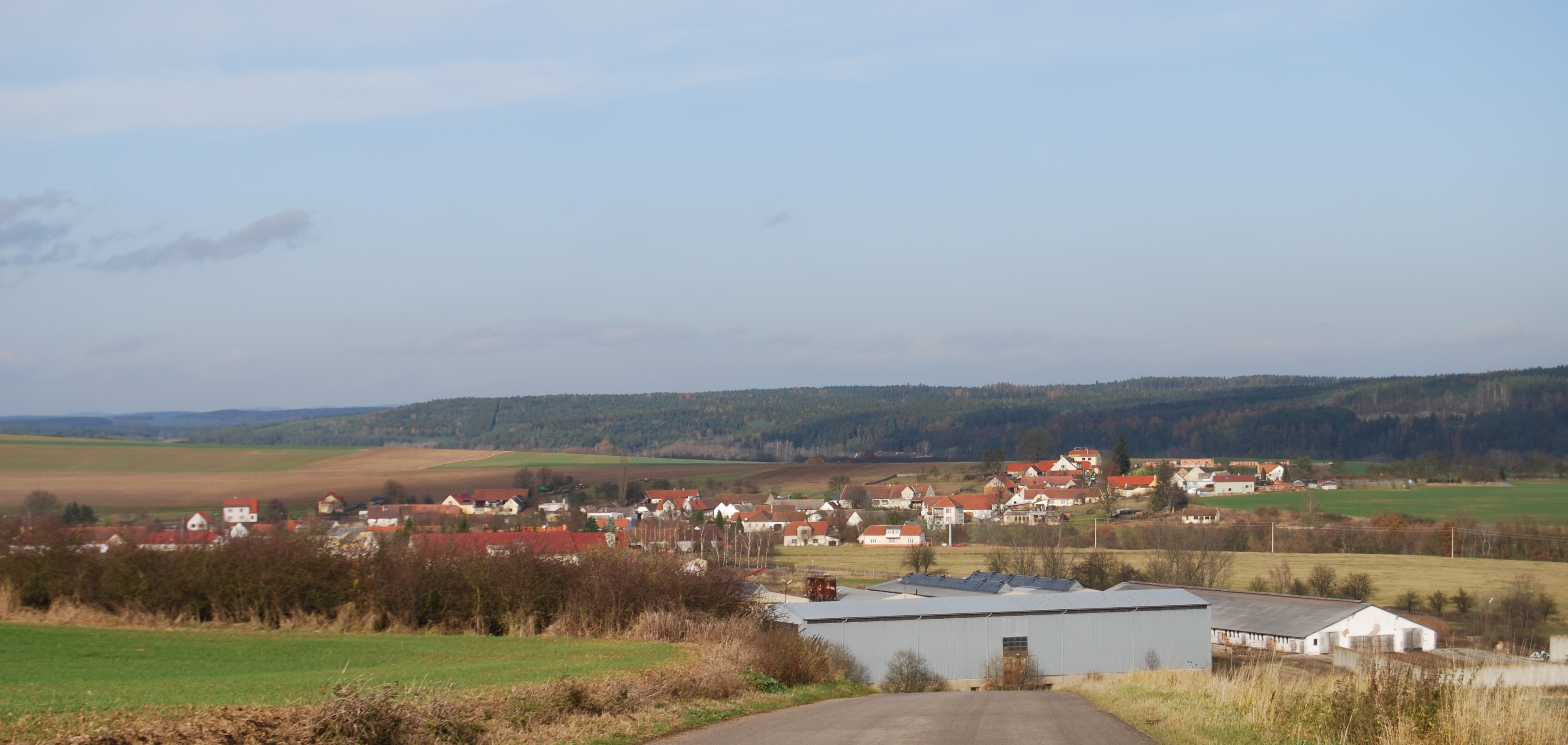
Koloměřice.
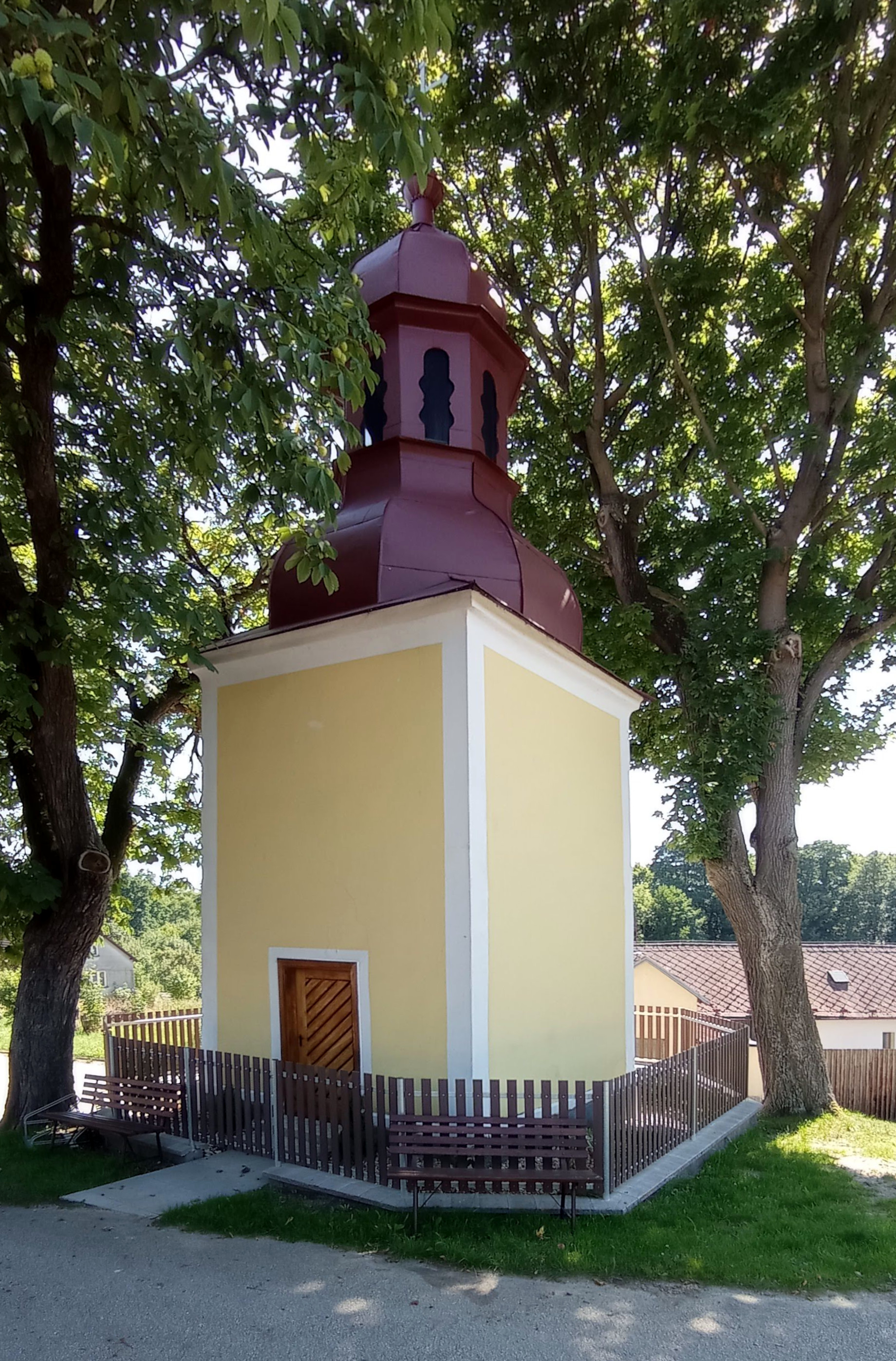
Clocher à Koloměřice.

## Transports
Par la route, Chrášťany se trouve à 10 km de Týn nad Vltavou, à 26 km de Písek, à 42 km de České Budějovice et à 111 km de Prague.

## Source
- (cs) Cet article est partiellement ou en totalité issu de l’article de Wikipédia en tchèque intitulé « Chrášťany (okres České Budějovice) » (voir la liste des auteurs).